# Balthasar Woll
Balthasar Bobby Woll (1 de setembre de 1922 – 18 de març de 1996) va ser un Oberscharführer a les Waffen SS, de l'Alemanya Nazi condecorat amb la Creu de Cavaller de la Creu de Ferro.
Després d'estudiar per electricista, el 15 d'agost de 1941 s'allistà voluntari a les Waffen SS, sent destinat com a metrallador a la 3a companyia de la 1r Regiment SS d'Infanteria Totenkopf.
Va resultar ferit durant els combats a la Bossa de Demiansk, sent hospitalitzat a Alemanya. Mentre que es recuperava de les seves ferides, va ser condecorat amb la Creu de Ferro de 2a classe i la Insígnia de Ferits en negre, al juliol de 1942.
Després de recuperar-se, realitzà l'entrenament per ser artiller de tanc, i a finals de 1942 va ser destinat a la 13a Companyia de Tancs pesats, del 1r Regiment Panzer SS, de la Leibstandarte SS Adolf Hitler, on conegué el seu comandant de tanc, Michael Wittmann.
A l'època de l'Operació Ciutadella formaven part d'una de les millors tripulacions de tancs de la divisió; i al setembre de 1943 va ser condecorat amb la Creu de Ferro de 1a classe, després de destruir 80 tancs i 107 canons anti-tanc.
El 16 de gener de 1944 va ser condecorat amb la Creu de Cavaller de la Creu de Ferro, ja que Woll és un excel·lent artiller, capaç de disparar acuradament en moviment, i convertint-se en l'únic artiller panzer que rebrà aquesta condecoració. Al maig de 1944 se separa de Wittmann en ser nomenat comandant d'un Tiger, i a l'octubre de 1944 és promogut a SS-Oberscharführer.
Mentre que Wittmann i tota la seva tripulació van morir a Normandia el 1944, Woll, encara que molt ferit, va sobreviure a la guerra.

## Condecoracions
- Creu de Cavaller de la Creu de Ferro - 16 de gener de 1944
- Creu de Ferro de 1a classe - setembre de 1943
- Creu de Ferro de 2a classe - juliol de 1942
- Insígnia de Ferit en Negre - juliol de 1942
- Insígnia de Combat de Tancs
- Medalla de la Campanya d'Hivern a l'Est 1941/42 (1942)